# Clover (mangá)
Clover (クローバー, Kurōbā) é um manga produzido pelo grupo CLAMP. Clover foi publicado no Japão pela Kodansha e na América do Norte pela TOKYOPOP. Clover é notável pelo seu uso intenso do espaço negativo, uma falta dos painéis limitados estruturados, e o estilo ilustrativo de uma seqüência cinemática.
Clover foi publicado em quatro volumes. Os primeiros dois volumes seguem a história principal no presente, visto que os volumes 3 e 4 são os flashbacks que explicam a história atrás de determinados incidentes. Muitas perguntas foram deixadas não respondidas, incluindo Bulz e após a de feud com o Kazuhiko.

## Enredo
"Um trevo de quatro folhas, não pode pertencer a ninguém. Se algum laço afetivo for criado, então essa pessoa poderá ter o mundo em suas mãos. Por isso, deve permanecer isolado para sempre."
Clover são crianças com poderes de manipulação de máquinas num mundo onde a tecnologia é avançada. No mundo "Cyberpunk" em que habitam, as forças armadas conduziram uma busca por elas, afim de classifica-las de acordo com o tipo de poder e os riscos que elas poderiam trazer ao mundo. Elas foram marcadas com o simbolo do trevo. As demonstrações de seus poderes incluem a teleportação e armas chamadas do ar fino.
Os primeiros dois volumes do mangá, contam respectivamente a história de Suu, uma Clover 4, e sua jornada ao lado do ex-militar Kazuhiko, que tem a missão de levá-la em segurança ao destino final: o Parque das Fadas.  É revelado que o encontro de Kazuhiko e Suu não foi coincidência pois ambos estão conectados através de sua amiga mútua Oruha.
O 3º volume conta a história de Oruha, cantora e namorada de Kazuhiko, e sua relação com Suu. É revelado no mangá que ela é uma Clover 1, que tem poder de prever o dia de sua própria morte. Oruha e Suu se comunicam e criam uma canção juntas.
O 4º volume conta a história do Clover 3.

## Lançamento
Clover foi serializado na revista Amie da Kodansha de 1997 até 1999, quando a publicação foi encerrada, deixando a série inacabada. A Kodansha lançou os capítulos em quatro volumes, entre 6 de junho de 1997 e 9 de agosto de 1999, e reeditou em dois volumes em 2008.
Nos EUA, Clover foi licenciado pela Tokyopop, que publicou a série entre maio de 2001 e março de 2002, mas a deixou fora de impressão em 2005. A Dark Horse Manga relançou em um único volume (ISBN 1-59582-196-1) em 13 de maio de 2009. A série também foi licenciada em francês pela Pika Édition e em alemão pela Carlsen Comics.
Em 2020, a Kodansha Comics lançou uma edição em volume único de capa dura.